# Euxoa karschi
Euxoa karschi är en fjärilsart som beskrevs av Ludwig Carl Friedrich Graeser 1889. Euxoa karschi ingår i släktet Euxoa och familjen nattflyn. Inga underarter finns listade i Catalogue of Life.